# Luzon
Luzon er en ø i Filippinerne, hvorpå der bor 46.228.000 indbyggere. Med et areal på 106.000 kvadratkilometer er øen den største ø i Filippinerne. Øens areal udgør cirka en tredjedel af landets samlede areal, og halvdelen af landets indbyggere bor der. Øen er en del af Luzon-gruppen beliggende i den nordlige og vestlige del af landet. Gruppen består ud over Luzon af øerne Mindoro og Palawan. Filippinernes hovedstad Manila ligger på øen. Øen er verdens femtemest befolkede ø.
Øen har flere uudforskede huler, specielt i bjerglandsbyen Sagada, der ligger i det nordlige Luzon.
Den sydlige del af øen har en aktiv vulkan Mayon, der har været i udbrud fire gange siden 1968. Vulkanen er 2.450 meter høj. Også andre vulkaner er aktive på øen. For eksempel den 1.600 meter høje vulkan Pinatubo, som havde, hvad der regnes for det tredjestørste vulkanudbrud i det 20. århundrede i juni 1991. Vulkanerne Mayon og Taal anses for at være to af de farligste vulkaner i verden.
Skovområderne på øen har været udsat for stor skovhugst, og i 1990-1992 blev der derfor igangsat et arbejde med at sikre biodiversiteten på øen. De sidste regnskove i Sierra Madre fik deres dyre- og planteliv kortlagt, og der blev udpeget en nationalpark. Sierra Madre-skovene har 78 fuglearter, som alene lever på Filippinerne.

## Luzons regioner og provinser
- Northwestern Luzon Region (Region I):
  - Ilocos Norte
  - Ilocos Sur
  - La Union
  - Pangasinan
- Cagayan Valley (Region II):
  - Batanes
  - Cagayan
  - Isabela
  - Nueva Vizcaya
  - Quirino
- Central Luzon (Region III):
  - Aurora
  - Bataan
  - Bulacan
  - Nueva Ecija
  - Pampanga
  - Tarlac
  - Zambales
- CALABARZON (Region IV-A):
  - Batangas
  - Cavite
  - Laguna
  - Quezon
  - Rizal
- MIMAROPA (Region IV-B):
  - Marinduque
  - Occidental Mindoro
  - Oriental Mindoro
  - Romblon
- Bicol Region (Region V) :
  - Albay
  - Camarines Norte
  - Camarines Sur
  - Catanduanes
  - Masbate
  - Sorsogon
- Cordillera Administrative Region (CAR):
  - Abra
  - Apayao
  - Benguet
  - Ifugao
  - Kalinga
  - Mountain Province
- National Capital Region (NCR)
  - Ingen provinser

## Eksterne links og henvisninger
1. ↑  "Philippines 2007 Census". Arkiveret fra originalen 20. november 2008. Hentet 30. september 2009.
2. ↑  Figure composed of the 8 administrative regions excluding the island provinces of Batanes, Catadunes, and Masbate and the region MIMAROPA/MIMARO
3. ↑  Perfect Symmetry – The New Decade Volcano Program #9. Volcano Café
4. ↑  The Tiger in the Smoke, Taal – The New Decade Volcano Program #8. Volcano Café

16°N 121°Ø / 16°N 121°Ø